# 北辰东路站
北辰东路站是西安地铁8号线的一座车站，位于中华人民共和国陕西省西安市未央区浐灞一路与北辰东路交叉口。

## 车站结构
本站为地下二层岛式站台车站。
| 地面              | 出入口 | A、B、D出入口                                                                                     |
| 地下一层          | 站厅   | 客服中心、自动售票机、长安通自助机                                                                |
| 地下二层          | 站台   | \| \| \| █ 8号线外环（井上村） \| \| 島式 · 開左邊车门 \| \| \| \| \| \| █ 8号线内环（广泰门） \| |
|                   |        | █ 8号线外环（井上村）                                                                             |
| 島式 · 開左邊车门 |        |                                                                                                   |
|                   |        | █ 8号线内环（广泰门）                                                                             |

## 公共艺术
本站是8号线29座标准站之一，所处的北段以“冬之蓝”为装潢主题色。

## 出入口
本站共有3个出入口。
|            |                                          |      |
| 编号       | 指示                                     | 图片 |
| A          | 浐灞一路（北）、北辰东路（西）           |      |
| B          | 浐灞一路（南）、北辰东路（西）、浐灞大道 |      |
| D          | 北辰东路（东）、浐灞一路（北）、浐灞二路 |      |
| 无障碍电梯 |                                          |      |

## 历史
本站在建设时称作堡子村站。
- 2024年12月26日：车站随8号线通车启用[3]。